# فارس بدوي
فارس بدوي (25 يوليو 1996-) لاعب جودو فلسطيني، ولد في دمشق ونشأ في مخيم اليرموك لعائلة مهجرة من ترشيحا بسبب نكبة 1948. بدأ ممارسة الجودو في سن التاسعة على خطى أخيه الأكبر فادي في النادي العربي الفلسطيني في اليرموك. حاز على الميدالية الأولمبية الكورية آن تشانغ ريم. مثل فلسطين في الألعاب الأولمبية الصيفية في باريس عن فئة 81 كيلو غرام عام 2024 . تم إقصاؤه من قبل منافسه سومون محمدبيكوف الطاجيكي خلال دور الـ 32.

## حياته الشخصية
ترك فارس بدوي وعائلته سوريا عام 2015 بسبب الحرب الأهلية واستقروا في ألمانيا في مدينة براونشفايغ. ويتحدث اللغة الإنجليزية والألمانية بجانب لغته الأم العربية. حاصل على درجة الماجستير في الهندسة المدنية من جامعة براونشفايغ التقنية. بعد انتقاله إلى ألمانيا انضم للتدريبات والمنافسة في البطولات الألمانية الوطنية، حيث فاز بميدالية ذهبية في بطولة HT 16 المفتوحة في هامبورغ عام 2017، وميدالية فضية وميداليتين برونزيتين في مسابقات أخرى.
شارك بدوي لأول مرة على المستوى الدولي كجزء من فريق اللاجئين التابع للإتحاد الدولي للجودو في سباق الجائزة الكبرى للجودو 2019 في بودابست، ثم تنافس في بطولة العالم للجودو 2019 في طوكيو عن فئة 73 كجم. وشارك في بطولة الجودو جراند سلام باريس عام 2020، وشارك في بطولة العالم عام 2021 وعام 2022 حيث احتل المركز 33 في فئة 73 كجم، والمركز 17 في فئة 81 كجم على التوالي. وفي عام 2023 مثل فلسطين لأول مرة في بطولة أوروبا المفتوحة في مدريد، ثم في فئة 90 كجم في دورة الألعاب الآسيوية 2023 في هانغتشو بالصين، وفي بطولة آسيا 2024 في هونغ كونغ.